# Philip Zepter
Philip Zepter (urodzony jako Milan Janković 23 listopada 1950 w Veliko Gradište) – serbski przedsiębiorca i jeden z najbogatszych Serbów na świecie. Założyciel przedsiębiorstwa Zepter International.
Milan Janković urodził się i ukończył szkołę podstawową w miejscowości Bosanska Dubica. Później zaczął naukę na Wydziale Ekonomicznym Uniwersytetu w Belgradzie. W roku 1980, w wieku 30 lat wyjechał do Wiednia, gdzie jego małżonka Madlena była profesorem literatury. Tam mieszkał kilka lat. Pracował w firmie AMC, zajmującej się sprzedażą naczyń. W połowie lat 80. XX wieku bez skutku zachęcał swoich rodaków do założenia sieci akwizytorów, którzy mieli handlować naczyniami. W końcu zmienił nazwisko na Zepter (po niemiecku berło) i w roku 1986 założył w Linzu własne przedsiębiorstwo Zepter Handels GmbH, dzisiaj znane jako Zepter International. W ciągu zaledwie kilku miesięcy został miliarderem.
W roku 2005 zajmował 37. miejsce na liście 100 najbogatszych osób Europy Środkowo-Wschodniej tygodnika „Wprost” z szacowanym majątkiem 1 mld USD. W roku 2008 znalazł się na pozycji 38. z szacowanym majątkiem 2,6 mld USD.
Wraz z rodziną mieszka w Villa Trianon w Monte Carlo, w dawnej willi Napoleona III.